# ディヴェルティメント第7番 (モーツァルト)
ディヴェルティメント第7番 ニ長調 K.205(167A) は、ヴォルフガング・アマデウス・モーツァルトが作曲した管弦楽のためのディヴェルティメントである。

## 概要
本作の自筆譜には作曲の日付が書き込まれていないため、正確な成立の年代は不明であるが、1772年ないし1773年の夏頃にザルツブルクで作曲されたと考えられている。また作曲の動機についても不明だが、作品の注文主であるアントレッター家のマリア・アンナ・エリーザベト・フォン・アントレッター夫人の霊名祝日（1773年7月26日）のために作曲されたと考えられているが、これ以外にも同年の8月18日にウィーンの医師フランツ・アントン・メスメルの邸宅で行われる演奏会のために作られたものとする説などが挙げられているが、どちらも詳細は不明である。しかし献呈がアントレッター夫人になされていることから、新全集（およびケッヘル第6版）では前者の説（並びに1773年作曲）を有力なものとして採用している。
なお、当時のセレナーデやディヴェルティメントには行進曲を付けることが慣例であったため、モーツァルトはこれに従ってニ長調の行進曲（K.290/167AB）を作曲している。

## 楽器編成
楽器編成は他のディヴェルティメントと比べると小規模である。
ホルン2、ヴァイオリン、ヴィオラ、バス（弦楽とファゴット）

## 構成
全5楽章から構成され、演奏時間は約22分。
第1楽章 ラルゴ - アレグロ（Largo - Allegro）
序奏（ラルゴ）はニ長調、4分の4拍子、主部（アレグロ）はニ長調、4分の4拍子。序奏付きのソナタ形式による。
第2楽章 メヌエット（Menuetto）
ニ長調、4分の3拍子。A-B-Aの3部形式による。
第3楽章 アダージョ（Adagio）
イ長調、4分の4拍子。3部形式による。この楽章では弦楽三重奏で演奏される。
第4楽章 メヌエット（Menuetto）
ニ長調、4分の3拍子。3部形式（トリオも同じ）。
第5楽章 フィナーレ.プレスト（Finale.Prest）
ニ長調、4分の2拍子。ロンド形式による楽章で4つの軽快なクプレを持つ。

## 参考資料
- 『作曲家別名曲解説ライブラリー13 モーツァルトI』 音楽之友社、1993年
- 『モーツァルト 名曲大全』 音楽之友社、2006年
- 『モーツァルト:ディヴェルティメント全集』解説書（演奏:アカデミー室内アンサンブル、フィリップス・レーベル）